# Denston
Denston – wieś w Anglii, w hrabstwie Suffolk, w dystrykcie West Suffolk. Leży 41 km na zachód od miasta Ipswich i 86 km na północny wschód od Londynu. Miejscowość liczy 120 mieszkańców.